# Хумайд IV ибн Рашид ан-Нуайми
Шейх Хумайд ибн Рашид ан-Нуайми (араб. الشيخ حميد بن راشد النعيمي) или Хумайд IV (род. в 1931 году) — эмир Аджмана и член Высшего союзного совета Объединённых Арабских Эмиратов с 6 сентября 1981 года. Сын эмира Рашида III ан-Нуайми.

## Биография
Шейх Хумайд является вторым сыном эмира Аджмана Рашида III ан-Нуайми. Начальное образование получил в Дубае в 1950—1960-х годах, затем продолжил обучение в Каире. Наследник престола с 1960 года.

## Экономическая политика
Шейх Хумайд включился в дела управления эмиратом в начале 1970-х годов, став заместителем своего отца. Став эмиром, шейх Хумайд взял курс на модернизацию и интенсивное развитие эмирата. Для этих целей правительство Хумайда IV предприняло ряд шагов в сторону улучшения инвестиционного климата и транспортного сообщения. В конце 2007 года эмир Хумайд заявил о намерении построить в Аджмане собственный аэропорт. В 2008 году эмир Хумайд IV своими указами № 7 и 8 впервые разрешил нерезидентам Аджмана владеть недвижимым имуществом на территории эмирата. Это право однако было предоставлено не вообще всем иностранцам, а только подданным других эмиратов ОАЭ и государств — участников Совета по сотрудничеству арабских государств Персидского залива (ССАГПЗ), а также полностью принадлежащим им юридическим лицам. Что касается нерезидентов стран — участников ССАГПЗ, то им будет предоставлена возможность владеть землей и иными объектами недвижимости в специально отведенных для этого районах Аджмана, определенных специальным распоряжением эмира Хумайда IV. Председатель Департамента экономики Правительства, второй сын эмира Хумайда, шейх Рашид бин Хумайд ан-Нуайми в связи с этим заявил:
Аджман принял законы и правила, позволяющие привлекать иностранных инвесторов к интересным проектам на его территории, которые ведут к развитию и подъему экономики. Это является частью плана стратегического развития эмирата Аджман на следующие несколько лет, недавно объявленного правительством.
Эта политика привела к резкому увеличению объёмов строительства на территории Аджмана, особенно в сфере туристической инфраструктуры. Только в 2007 году на строительство новых дорог, отелей и перепланировку некоторых районов Аджмана было выделено 200 млн. дирхамов (более 43 млн. евро). На набережной столицы было начато строительство сразу нескольких отелей, муниципалитетом были выданы лицензии на сооружение 20 высотных жилых зданий. В 2008 году Правительство эмира Хумайда IV запустило амбициознейший проект строительства нового района Ajman Marina общей стоимостью 3 млрд. долларов, направленного на превращение столицы эмирата в привлекательный коммерческий и жилой центр на побережье Персидского залива. Генеральным застройщиком Ajman Marina стал известная саудовская строительная компания Tamniyat Investment Group. Ajman Marina называют «жемчужиной в короне» аджманских проектов в сфере недвижимости и любимым детищем эмира Хумайда IV. Кронпринц и председатель Исполнительного совета Аджмана Шейх Аммар бин Хумайд ан-Нуайми по этому поводу заявил:
С запуском проекта Ajman Marina мы начинаем новую эру в развитии эмирата Аджман, и хотим, чтобы наш эмират занял подобающее ему место, как на региональном, так и на мировом рынках. Воплощение этого проекта в жизнь позволит нам достичь тех целей, которые поставлены перед нами правителем Аджмана. Все мы — дети этого эмирата, и нам в нем жить.
В том же году, кстати, Правительство шейха Хумайда ужесточило порядок оборота алкоголя на территории эмирата. Ранее алкогольные напитки свободно продавались всем желающим. Отныне же желающие приобрести алкоголь в магазине, должны предъявлять специальное разрешение на его покупку. Данное разрешение может получить в полиции любой подданный как Аджмана, так и других эмиратов ОАЭ, достигший возраста 21 года, не исповедующий ислам и не имеющий проблем с законом.

## Семья
Сыновья:
- Шейх Аммар (род. 1969) — наследник престола, председатель Исполнительного Совета,
- Шейх Ахмед — председатель Департамента экономики Правительства Аджмана,
- Шейх Абд аль-Азиз — председатель Департамента культуры и информации Правительства Аджмана, глава Ajman Holding
- Шейх Рашид — глава муниципалитета г. Аджмана, председатель Департамента планирования Правительства Аджмана, шеф Ajman Club, глава R-Holding.

## Любопытные факты
- Шейх Хумайд является владельцем Lamborghini Reventón, одним из 20 в мире.
- В свой юбилей, среди прочих подарков, шейх Хумайд получил от дам своего гарема уникальные туфли производства парижского дома моды Berluti. Туфли сшиты из кожи аллигатора, украшены жемчугом и сапфирами, а огромные пряжки усыпаны бриллиантами. Подарок был приобретён заказчицами за 167 тысяч долларов[6].
- В 2011 году в рамках празднования 40-летия образования ОАЭ эмир Хумайд издал указ о даровании сорока новых домов 40 наиболее заслуженным горожанам Аджмана[7].